# Sisto (nom de famille)
Pour les articles homonymes, voir Sisto.
Cette page présente le nom de famille Sisto ainsi que ses variantes.
Sisto est un nom de famille italien et espagnol.

## Personnalités portant ce nom de famille
- Jeremy Sisto (1974-), acteur américain ;
- Meadow Sisto (1972-), actrice américaine ;
- Oscar Sisto (1957-), comédien, compositeur et metteur en scène argentin ;
- Pascual Sisto (1975-), réalisateur espagnol.